# Saint-Michel-de-Castelnau
Saint-Michel-de-Castelnau is een gemeente in het Franse departement Gironde (regio Nouvelle-Aquitaine) en telt 216 inwoners (1999). De plaats maakt deel uit van het arrondissement Langon.

## Geografie
De oppervlakte van Saint-Michel-de-Castelnau bedraagt 42,2 km², de bevolkingsdichtheid is 5,1 inwoners per km².
De onderstaande kaart toont de ligging van Saint-Michel-de-Castelnau met de belangrijkste infrastructuur en aangrenzende gemeenten.

## Demografie
Onderstaande figuur toont het verloop van het inwonertal (bron: INSEE-tellingen).